# Karl David Kircheisen
Karl David Kircheisen (* 3. Juni 1704 in Dresden; † 8. Dezember 1770 in Berlin) war von 1733 bis 1746 Bürgermeister, ab 1742 erster Polizeidirektor sowie ab 1746 gleichzeitig Stadtpräsident von Berlin. Er trug zudem den Titel Geheimer Kriegsrat. Sein Sohn war der preußische Staatsminister Friedrich Leopold von Kircheisen.

## Leben und Wirken
Kircheisen wurde als Sohn des sächsischen Beamten Christoph Kircheisen in Dresden geboren und nach dessen frühem Tod vom Großvater mütterlicherseits erzogen. Dieser war Bürgermeister in einer sächsischen Kleinstadt. Kircheisen trat bereits in jungen Jahren als Sekretär in den diplomatischen Dienst, erst unter den hannoverschen Gesandten Daniel Erasmus von Huldenberg in Wien, später beim preußischen Gesandten Gustav Adolf von Gotter. Friedrich Wilhelm I. wurde auf ihn aufmerksam, ernannte ihn 1733 zum Bürgermeister von Berlin und betraute ihn mehrfach mit diplomatischen Missionen, die ihn wiederum nach Wien führten. Von dort rief ihn Friedrich II. 1740 ab und betraute ihn mit verschiedenen Spezialaufträgen. Am 16. Januar 1742 ernannte er Kircheisen zum königlichen Polizeidirektor.
Zu den Aufgaben dieses Amtes gehörten die Aufsicht über die Polizeibeamten und Nachtwächter, über Märkte und Händler, Schankgewerbe und Prostitution, Fremde und Vagabunden sowie andere Personengruppen. Weitere Zuständigkeiten waren die Einhaltung von Maßen und Gewichten sowie der Gesindeordnung und die Organisation der Straßenreinigung.
Am 20. Februar 1742 erging eine ausführliche Instruktion vom König und vermutlich dessen Berater Charles Étienne Jordan, die eine Neuordnung der Berliner Polizei nach Pariser Vorbild vorsah und die von Kircheisen umgesetzt werden sollte. Die Stadt wurde in 18 Bezirke aufgeteilt und  für jeden ein Commisaire de Quartier eingestellt, der dem Polizeidirektor zu berichten hatte. Bei diesen handelte es sich überwiegend um Handwerker, die die neue Tätigkeit als Nebenberuf betrieben. Zuvor war die städtische Polizei, die aus Polizeidienern und Nachtwächtern bestand, dem Militär unterstellt gewesen und mit dem Polizeidienst meist Invaliden betraut. Diese größtenteils unbrauchbaren Leute wurden nun entlassen und gegen neue ausgetauscht sowie die Zahl auf zwei Polizeimeister, neun Polizeidiener und 40 Nachtwächter erhöht. Im Jahr 1752 wurde die Zahl nochmals auf drei Polizeimeister, elf Polizeidiener und 50 Nachtwächter erhöht, einer der drei Polizeimeister zudem als Polizeiinspektor zum eigentlichen Leiter der Exekutivgewalt gemacht. Eine weitere Neuerung war, dass ab dem 9. Juni 1742 alle Gastwirte ankommende Reisende innerhalb von 24 Stunden melden mussten. Gäste in Privathäusern wurden den Quartierkommissaren gemeldet. Später wurde die Meldepflicht auf Lohnlakaien und Ärzte ausgeweitet. Eine geheime, politische Polizei überwachte zudem nun die Tätigkeit ausländischer Diplomaten. Zur Sicherheit in der Stadt trugen nun vermehrt Razzien und „Generalvisitationen“ bei.
Da es offenbar immer wieder zu Streitigkeiten und Zuständigkeitsproblemen mit dem Magistrat gekommen war, wurde Kircheisen auf Kabinettsorder vom 6. Dezember 1746 zusätzlich zum Stadtpräsidenten mit Weisungsbefugnis gegenüber dem Rathaus ernannt und somit in der Personalunion mit der Polizeidirektion eines der höchsten Ämter innerhalb der Monarchie geschaffen, das direkt dem Generaldirektorium unterstand. Kircheisen setzte sich nun im Rahmen seiner Tätigkeit für die Industrieförderung, eine scharfe Gewerbeaufsicht und Preisfestsetzungen ein. Er drängte den städtischen Einfluss der Militärbehörden zurück und sorgte für eine enge Zusammenarbeit von Polizei und Justiz.
Kircheisen war aktiver Freimaurer der Großloge Zu den drei Weltkugeln in Berlin.
Am 11. Dezember 1767 wurde dem kränkelnden Kircheisen bereits sein späterer Nachfolger Johann Albrecht Philippi zur Seite gestellt.
Karl David Kircheisen starb drei Jahre später, am 8. Dezember 1770, im Alter von 66 Jahren in Berlin. Er wurde auf dem Kirchhof an der Dorotheenstädtischen Kirche beigesetzt. Das Grabmal ging spätestens bei der Einebnung von Kirche und Kirchhof im Jahr 1965 verloren.